# Lorimer Street / Metropolitan Avenue
Lorimer Street / Metropolitan Avenue – stacja metra nowojorskiego, na linii G i L. Znajduje się w dzielnicy Brooklyn, w Nowym Jorku i zlokalizowana jest pomiędzy stacjami Nassau Avenue, Bedford Avenue oraz Broadway i Graham Avenue. Została otwarta 21 września 1924.